# Кандида Старшая
Кандида Старшая (итал. Candida la Vecchia) (ум. 78) — святая из Неаполя. День памяти — 4 сентября.
Кандида, пожилая женщина, была исцелена апостолом Петром, после чего приняла у него крещение. Она обратила в христианство Аспрена, первого епископа Неаполя.
Кандида считается покровительницей Неаполя.